# Baltika-Baku
Baltika-Balu LLC is een Azerbeidzjaanse brouwerij in Xirdalan.

## Geschiedenis
Brouwerij Baku werd in 1969 opgericht in Xirdalan, 10 kilometer van de hoofdstad Bakoe en behoorde tot de modernste brouwerijen in de toenmalige Sovjet-Unie. In 1997 werd de brouwerij opgekocht door de Franse Groupe Castel en na een grondige renovatie heropend in 2000. In 2008 kwam de brouwerij in handen van de Russische Baltika Breweries en zo bij de Carlsberggroep. In 2009 werd de brouwerij gemoderniseerd en kreeg de brouwerij zijn huidige naam.
De brouwerij is de grootste van het land en heeft een marktaandeel van 72% (2012) en het populairste bier van de brouwerij is Xirdalan.

## Bieren
- Xirdalan
- Afsana
- Baltika